# Ga in mijn schoenen staan
Ga in mijn schoenen staan is een nummer van de Nederlandse band De Dijk uit 2002. Het is de eerste single van hun elfde studioalbum Muzikanten dansen niet.
Het nummer is een Nederlandse vertaling van Walk a Mile in My Shoes, een nummer van Joe South uit 1969. Het nummer is vertaald door de formatie Concordia. "Ga in mijn schoenen staan" bereikte een bescheiden 38e positie in de Nederlandse Top 40. Hiermee was het, tot nu toe, de laatste Top 40-hit voor De Dijk.